# Lacturale
El Grupo Navarra S.A.T. Lacturale, más conocida como Lacturale, es una empresa agroalimentaria española especializada en productos lácteos que fue creada en 2005 y que tiene su sede en la localidad de Echeverri, en Navarra.

## Historia
Lacturale se funda en el año 2005 por un grupo de 25 ganaderos de la Comunidad Foral de Navarra tras decidir unirse para comercializar la leche producida en sus explotaciones agropecuarias. Sin embargo, no es hasta el año 2008 cuando Lacturale lanzó al mercado su propia marca de leche, llegando a ser la primera leche certificada en Producción Integrada de Navarra. Posteriormente, comenzó a elaborar productos derivados como yogures y quesos. Esta empresa navarra, creó además un centro de interpretación de la ganadería vacuna lechera, en la cual se pueden realizar visitas guiadas. También colabora en campañas educativas sobre alimentación. A lo largo de su historia ha recibido diversos premios y reconocimientos tanto a nivel nacional, como a nivel internacional.

## Productos
El Grupo Lacturale produce en la actualidad diversos tipos de productos lácteos.

### Leche
En la actualidad, la leche disponible en el marcado puede ser entera, semidestanada, desnatada y sin lactosa, así como leche fresca.
La leche producida está certificada bajo los parámetros de la Producción Integrada de Navarra y el control auditor de la empresa pública Instituto Navarro de Tecnologías e Infraestructuras Agroalimentarias.

### Yogur
Además del tradicional yogur natural, también produce yogures de sabores: Vainilla, limón, fresa, plátano y galleta.
Todos los yogures están certificados bajo los parámetros de la Producción Integrada de Navarra y están elaborados sin nata añadida, ni leche en polvo, ni colorantes, siendo además aptos para celiacos.

### Quesos
Además de leche y yogures, elabora diferentes tipos de quesos también amparados bajo producción integrada.

## Premios y reconocimientos
Lacturale ha sido premiado en repetidas ocasiones con el premio "Sabor superior", galardón que concede el Instituto Internacional del Sabor y la Calidad de Bruselas.
El Ministerio de Agricultura y Pesca, Alimentación y Medio Ambiente también le ha concedido el galardón de "Premio Alimentos de España" además de haber recibido otros premios menores, como por ejemplo el de "Empresa más innovadora" otorgado por la empresa Carrefour.
Fruto de su empeño en el patrocinio deportivo, en 2011 recibió del Gobierno de Navarra el Premio Especial al Patrocinio Deportivo.

## Patrocinio deportivo
Lacturale ha sido una empresa caracterizada desde sus comienzos por su apuesta publicitaria en diversos clubs y organismos deportivos, entre los que destacan el Club Atlético Osasuna (Fútbol), Mulier F.C.N. (Fútbol Femenino), el C.D. Utiel (3a RFEF), el C.D. Orvina (Fútbol Sala Femenino), el Xota F.S. (Fútbol Sala Masculino) Araski AES (Baloncesto Femenino), LactuBoscos (Trofeo Boscos) así como la también diversos eventos deportivos como por ejemplo la Media Maratón Pamplona-Zubiri entre otros. También patrocina al equipo de fútbol 7 Lacturale Trufillas, entrenado por el biólogo navarro Javier Ilundáin Díez.